# Himalayacalamus cupreus
Himalayacalamus cupreus är en gräsart som beskrevs av Christopher Mark Adrian Stapleton. Himalayacalamus cupreus ingår i släktet Himalayacalamus och familjen gräs. Inga underarter finns listade i Catalogue of Life.